# Craintal
Craintal ist ein Stadtteil von Creglingen im Main-Tauber-Kreis im fränkisch geprägten Nordosten Baden-Württembergs.

## Geographie
Craintal liegt auf der rechten Seite der Tauber zwischen Creglingen und Archshofen an der Romantischen Straße. Am Eingang des rechten Seitentals der Tauber dehnt sich die langgezogene, locker bebaute Ortschaft aus. Das kleine Dorf liegt eingebettet zwischen Wald und ehemaligen Weinbergen in einer Steinriegellandschaft.
Zur Gemarkung der ehemaligen Gemeinde Craintal gehört neben dem Dorf Craintal (⊙) kein weiterer Wohnplatz.

## Geschichte

### Mittelalter
Das Dorf wurde im Jahre 1318 erstmals urkundlich als Creygental erwähnt. Dabei handelt es sich möglicherweise um den gleichen Personennamen wie bei den Ursprüngen von Creglingen. Der Ort ist daher wohl als Ausbausiedlung von Creglingen anzunehmen, die stehst die Geschichte der naheliegenden Stadt teilte. Zur Zeit der ersten urkundlichen Erwähnung im 14. Jahrhundert gehörte der Ort bereits den Hohenlohe-Brauneck und kam nach deren Aussterben im Jahre 1389 zusammen mit Creglingen über die Grafen von Schwarzburg im Jahre 1448 an den Markgrafen Albrecht Achilles von Brandenburg-Ansbach.

### Neuzeit
Der Ort gehörte in der Folge zum ansbachischen Oberamt Creglingen und wurde mit diesem im Jahre 1791 preußisch. 1799 hatten die Rothenburg, der Deutsche Orden und der Johanniterorden jeweils geringe Anteile an den Gemeinderechten. Im Jahre 1806 fiel Craintal zunächst an Bayern, 1810 wiederum an Württemberg und gehörte seitdem zum Oberamt Mergentheim und seit 1938 zum Landkreis Mergentheim, der zum 1. Januar 1973 im neu gebildeten Main-Tauber-Kreis aufging.
Als Gemeinde wurde es erst 1828/31 von nahe gelegenen Archshofen getrennt. Am 1. Februar 1972 wurde Craintal in die Stadt Creglingen eingegliedert.

### Einwohnerentwicklung
Die Bevölkerung von Craintal entwickelte sich wie folgt:
| Jahr | Gesamt |
| ---- | ------ |
| 1961 | 148    |
| 1970 | 131    |
| 2016 | 155    |

## Politik
Die Blasonierung des Craintaler Wappens lautet: In Rot ein goldener Lindenzweig mit zwei Blättern, zwei Blütenständen und drei Blüten.

## Religion
Craintal gehört kirchlich zu Creglingen. Die evangelische Kirchengemeinde Creglingen umfasst die Kernstadt und den Stadtteil Craintal sowie den zum Stadtteil Reinsbronn gehörigen Weiler Schirmbach der Stadt Creglingen. Eine Kirche gibt es in Craintal nicht. Das Pfarramt Creglingen betreut auch die Kirchengemeinde Standorf.

## Kultur und Sehenswürdigkeiten

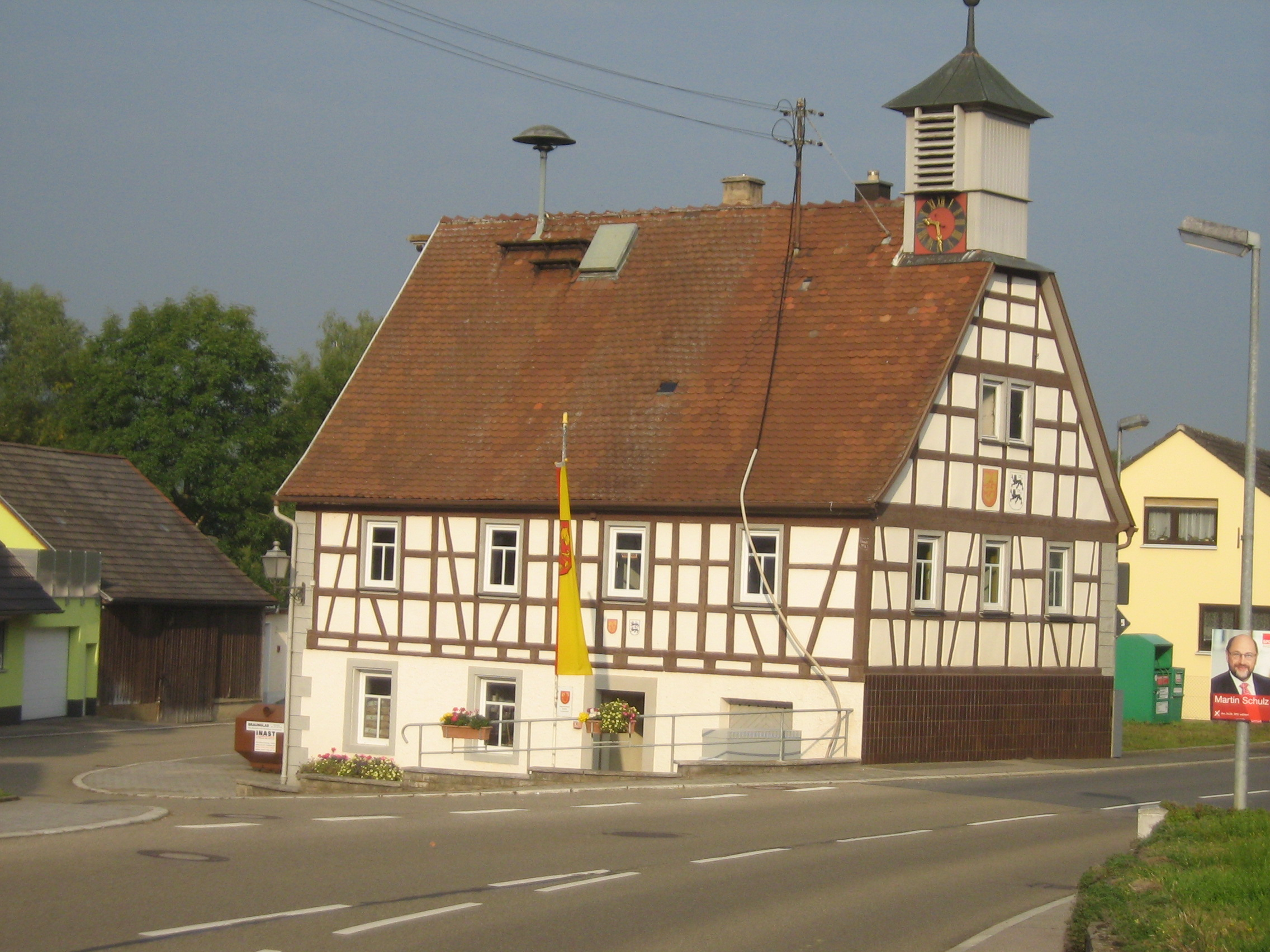
Das ehemalige Rathaus in Craintal

### Fachwerk-Rathaus
Sehenswert ist das ehemalige Rathaus mit Glockentürmchen in der Ortsmitte. Es handelt sich um einen Fachwerkbau mit Dachreiter und Eckständer aus dem Jahre 1832.

### Rad- und Wanderwege
Craintal liegt am Taubertalradweg, am Panoramaweg Taubertal sowie am etwa 180 km langen Jakobsweg Main-Taubertal.

## Wirtschaft und Infrastruktur

### Verkehr
Craintal ist aus südöstlicher und aus nordwestlicher Richtung jeweils über die L 2251 zu erreichen, die den Ort durchquert. Aus nordöstlicher Richtung ist der Ort über die K 2894 zu erreichen.

### Wohnen und Bauen
Im Gewann Hofgarten wurde ein Wohnbaugebiet mit 28 Bauplätzen erschlossen.